# Морозов, Матвей
Морозов, Матвей (? — 21 мая 1919) — донской казак, командир РПАУ.

## Биография
Родился в семье донских казаков на хуторе Хомутово, Таганрогского округа, Всевеликого Войска Донского.
В 1919 когда махновцы заняли Александровку-Конькову в Таганрогском округе, в ней был сформирован Донской дивизион, он состоял преимущественно из казаков его возглавил старик Матвей.  В район Малого Янасоля 16 апреля 1919 донской полк Морозова совместно с Тахтамышевым и Петренко нанесли значительный урон группе Шкуро, после боя к донскому полку Морозова присоединились 400 кубанских казаков.
После этого дивизион развернулся в 12 Донской кавалерийский полк общей численностью 12 000 штыков и 600 сабель при одной горной полубатарее, одной полевой (всего 4 орудия) и двух бронепоездах.
В середине мая Шкуро прорвался в тыл к махновцам, по решению штаба на ликвидацию группы Шкуро был послан 9-й Греческий полк Тахтамышева и 12 Донской полк Морозова. 
21 мая два махновских полка встретились с Шкуро в районе Великоновоселовки на реке Мокрые Ялы. Произошел ожесточенный бой, в котором комполка Морозова зарубили; вместе с ним погибли 600 кавалеристов, которые прикрывали отступление пехоты.